# Liste der Baudenkmäler in Gefrees
Auf dieser Seite sind die Baudenkmäler in der oberfränkischen Stadt Gefrees zusammengestellt. Diese Tabelle ist eine Teilliste der Liste der Baudenkmäler in Bayern. Grundlage ist die Bayerische Denkmalliste, die auf Basis des Bayerischen Denkmalschutzgesetzes vom 1. Oktober 1973 erstmals erstellt wurde und seither durch das Bayerische Landesamt für Denkmalpflege geführt wird. Die folgenden Angaben ersetzen nicht die rechtsverbindliche Auskunft der Denkmalschutzbehörde.
 Die Liste gibt den Fortschreibungsstand vom 26. Oktober 2018 wieder und umfasst 35 Baudenkmäler.

## Ensembles

### Ensemble Hauptstraße

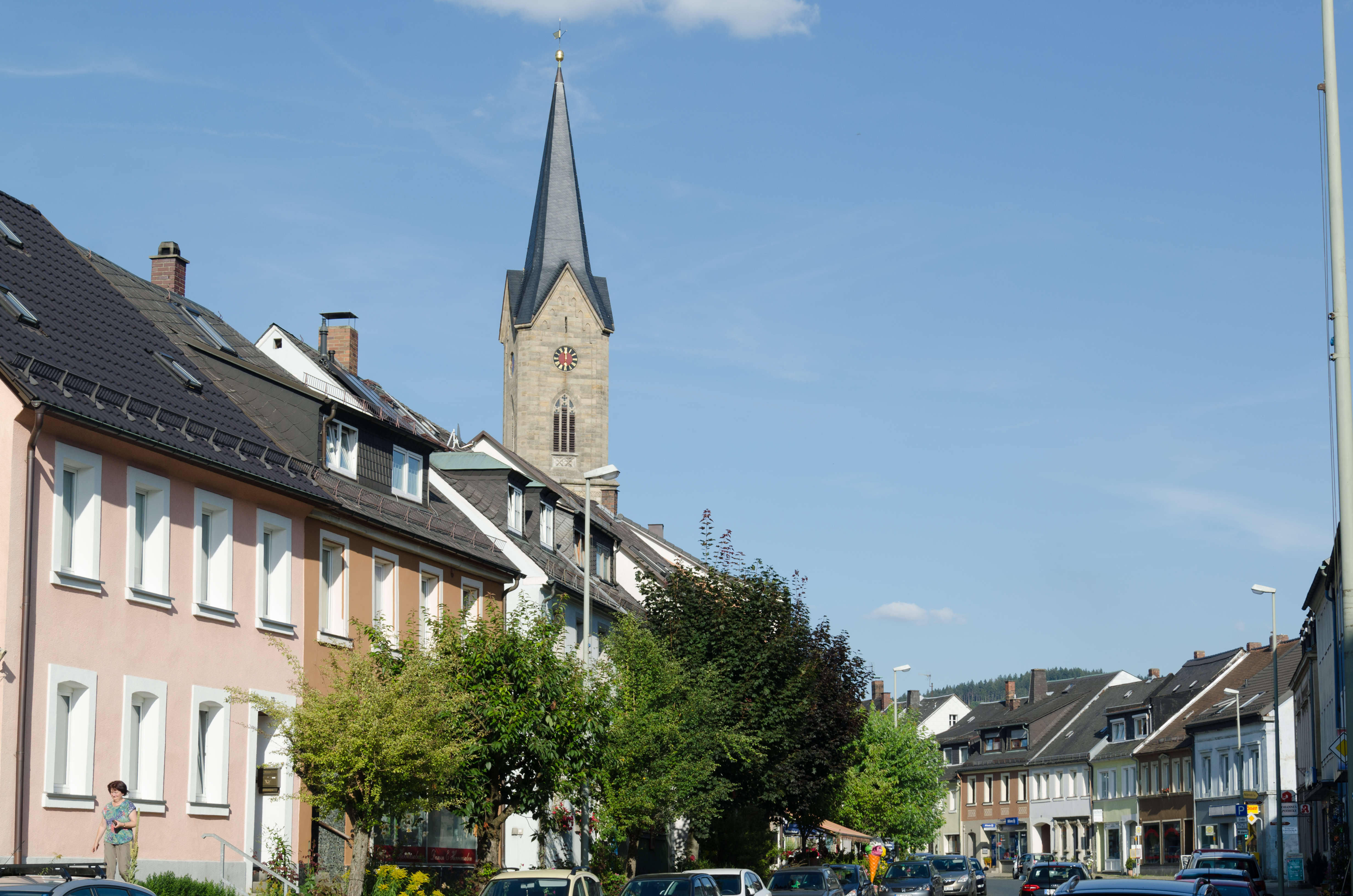
Ensemble Hauptstraße, Westteil

Das Ensemble umfasst die Hauptstraße, einen mäßig breiten Straßenmarkt, der ehemals durch Tore abgeschlossen war, sowie den Kirchenbezirk mit Kirchstraße und Pfarrgasse. Die ursprünglich giebelständige Bebauung der beiden Häuserreihen wurde bis auf wenige Ausnahmen im 18. und 19. Jahrhundert durch eine traufseitige Bebauung ersetzt. Infolge der Hanglage ist die nördliche Bebauung etwas erhöht und wird zum Teil von der Straße her über Treppen erreicht. Die Mitte der Nordzeile nimmt beherrschend die Stadtpfarrkirche ein, die nach dem Stadtbrand von 1872 nach Norden gerichtet wurde und dem Straßenmarkt ihre Portalfront zukehrt. Die Bebauung der beiden Zeilen ist durchgehend zwei- bis dreigeschossig und entstammt auf der Südseite überwiegend der ersten Hälfte des 19. Jahrhunderts, während auf der Nordseite der westliche Teil von Bauten des letzten Viertels des 19. Jahrhunderts, der östliche von älteren Bürgerhäusern des 17./18. Jahrhunderts geprägt wird. Die Bebauung ist durch Modernisierungen und Fassadenverkleidungen zum Teil gestört. Aktennummer: E-4-72-139-1.

## Baudenkmäler nach Gemeindeteilen

### Gefrees

#### Innerhalb des Ensembles
| Lage                         | Objekt                                   | Beschreibung | Akten-Nr.              | Bild           |
| ---------------------------- | ---------------------------------------- | --- | ---------------------- | -------------- |
| Hauptstraße 20 (Standort)    | Wohnhaus                                 | Zweigeschossiger, traufständiger Halbwalmdachbau, rundbogiges Tor, frühes 19. Jahrhundert, im Kern älter. | D-4-72-139-39 Wikidata | weitere Bilder |
| Hauptstraße 59 (Standort)    | Evangelisch-lutherische Stadtpfarrkirche | Neugotische Hallenkirche mit eingezogenem Chor, Südturm mit Spitzhelm, 1876–79 von Bauamtmann Josef Köhler; mit Ausstattung.                                                                                           | D-4-72-139-6 Wikidata  | weitere Bilder |
| Hauptstraße 79 (Standort)    | Wohnhaus                                 | Zweigeschossiger, giebelständiger Satteldachbau, 17./18. Jahrhundert. | D-4-72-139-8 Wikidata  | weitere Bilder |
| Hauptstraße 80 (Standort)    | Wohnhaus                                 | Traufständiger, zweigeschossiger Halbwalmdachbau, Portal mit Biedermeier-Türflügeln, um 1830. | D-4-72-139-9 Wikidata  | weitere Bilder |
| Hofer Straße 1, 3 (Standort) | Doppelwohnhaus                           | zweigeschossiger Satteldachbau in Ecklage mit verschieferten Dachgiebeln und gezacktem Eingangsportal, Erdgeschoss massiv und verputzt, Fachwerkobergeschoss mit Zierfachwerk, expressionistischer Heimatstil, 1928/29 | D-4-72-139-43          | weitere Bilder |

#### Außerhalb des Ensembles
| Lage                                          | Objekt                                  | Beschreibung | Akten-Nr.              | Bild           |
| --------------------------------------------- | --------------------------------------- | --- | ---------------------- | -------------- |
| Hauptstraße 4 (Standort)                      | Kriegerdenkmal                          | Liegender Löwe auf mehrfach gestuftem Sockel, erste Hälfte 20. Jahrhundert.                                                                              | D-4-72-139-44 Wikidata | weitere Bilder |
| Hauptstraße 6 (Standort)                      | Evangelisch-lutherische Friedhofskirche | Saalbau mit Walmdach, Dachreiter mit Haube, 1594 von Niclas Henning, Jobst Knol und Hans Pfluck, 1716 umgebaut; mit Ausstattung.                         | D-4-72-139-3 Wikidata  | weitere Bilder |
| Hauptstraße 11, 13 (Standort)                 | Künneth’sches Palais                    | Zweigeschossiger Mansarddachbau in achsensymmetrischer Gliederung mit reichem Sandsteindekor, von Johann Heinrich Künneth erbaut, bezeichnet mit „1787“. | D-4-72-139-4 Wikidata  | weitere Bilder |
| Heinrich-Christian-Funck-Straße 2 (Standort)  | Inschrifttafel                          | Sandstein, bezeichnet mit „1815“. | D-4-72-139-1 Wikidata  | BW             |
| Heinrich-Christian-Funck-Straße 12 (Standort) | Wohnhaus                                | Zweigeschossiger, giebelständiger Halbwalmdachbau, um 1820.                                                                                              | D-4-72-139-2 Wikidata  | BW             |
| Hofer Straße 8 (Standort)                     | Eckhaus                                 | Zweigeschossiger Walmdachbau, bezeichnet mit „1793“. | D-4-72-139-11 Wikidata | BW             |
| Hofer Straße 9 (Standort)                     | Wohnhaus                                | Zweigeschossiger, traufständiger Halbwalmdachbau, 1811.                                                                                                  | D-4-72-139-12 Wikidata | BW             |
| Metzlersreuther Straße 7, 9 (Standort)        | Doppelhaus                              | Traufständiger, zweigeschossiger Krüppelwalmdachbau, zwei Türrahmungen mit Reliefs, bezeichnet mit „1815“ und „1816“.                                    | D-4-72-139-14 Wikidata | BW             |

### Grünstein
| Lage                  | Objekt              | Beschreibung | Akten-Nr.              | Bild                |
| --------------------- | ------------------- | --- | ---------------------- | ------------------- |
| Burgweg 10 (Standort) | Burgruine Grünstein | Mauerrest eines Gebäudes aus Bruchstein, Anlage des 11. Jahrhunderts, nach Zerstörung ab 1361 Wiederaufbau, seit 1659 Verfall. | D-4-72-139-16 Wikidata | Burgruine Grünstein |

### Kastenmühle
| Lage                     | Objekt      | Beschreibung                                                              | Akten-Nr.              | Bild |
| ------------------------ | ----------- | ------------------------------------------------------------------------- | ---------------------- | ---- |
| Kastenmühle 1 (Standort) | Kastenmühle | Zweigeschossiger Walmdachbau, Portal mit Biedermeier-Türflügeln, um 1820. | D-4-72-139-19 Wikidata | BW   |

### Knopfhammer
| Lage                     | Objekt                                     | Beschreibung                                                               | Akten-Nr.              | Bild |
| ------------------------ | ------------------------------------------ | -------------------------------------------------------------------------- | ---------------------- | ---- |
| Knopfhammer 1 (Standort) | Ehemaliges Hammerherrenhaus, jetzt Gasthof | Zweigeschossiger Massivbau mit Halbwalmdach, erste Hälfte 19. Jahrhundert. | D-4-72-139-20 Wikidata | BW   |

### Lützenreuth
| Lage                      | Objekt        | Beschreibung                                                              | Akten-Nr.              | Bild |
| ------------------------- | ------------- | ------------------------------------------------------------------------- | ---------------------- | ---- |
| Lützenreuth 23 (Standort) | Wohnstallhaus | Giebelständiger, zweigeschossiger Halbwalmdachbau, bezeichnet mit „1809“. | D-4-72-139-21 Wikidata | BW   |

### Metzlersreuth
| Lage                        | Objekt                          | Beschreibung | Akten-Nr.              | Bild |
| --------------------------- | ------------------------------- | --- | ---------------------- | ---- |
| In Metzlersreuth (Standort) | Kriegerdenkmal                  | Kleine, erhöht liegende Anlage mit drei Steintafeln, die mittlere mit Ehrenkranz und eisernem Kreuz, Granit, erste Hälfte 20. Jahrhundert. | D-4-72-139-45 Wikidata | BW   |
| Metzlersreuth 29 (Standort) | Zweigeschossiges Satteldachhaus | Mitte 19. Jahrhundert, zwei korbbogige Türrahmungen, eine bezeichnet mit „1821“.                                                           | D-4-72-139-22 Wikidata | BW   |
| Metzlersreuth 44 (Standort) | Türrahmung                      | Korbbogig, bezeichnet mit „1854“. | D-4-72-139-23 Wikidata | BW   |

### Mittelbug
| Lage                               | Objekt    | Beschreibung | Akten-Nr.     | Bild |
| ---------------------------------- | --------- | --- | ------------- | ---- |
| Bahnstrecke Bamberg–Hof (Standort) | Durchlass | Bahnstrecke Bamberg–Hof, Strecke 5100, Streckenunterführung nordwestlich von Streitau bei Mittelbug, Sandsteinquadermauerwerk, bei Bahnkilometer 88,589, um 1847/48, Böschungsflanken erneuert. | D-4-72-139-70 | BW   |

### Neuenreuth
| Lage                    | Objekt               | Beschreibung                                                       | Akten-Nr.              | Bild |
| ----------------------- | -------------------- | ------------------------------------------------------------------ | ---------------------- | ---- |
| Neuenreuth 8 (Standort) | Ehemaliges Forsthaus | Eingeschossiger Massivbau mit Halbwalmdach, bezeichnet mit „1818“. | D-4-72-139-24 Wikidata | BW   |

### Oberneuenreuth
| Lage                        | Objekt                                                          | Beschreibung          | Akten-Nr.              | Bild |
| --------------------------- | --------------------------------------------------------------- | --------------------- | ---------------------- | ---- |
| Oberneuenreuth 1 (Standort) | Wohnstallhaus mit Frackdach und verputztem Fachwerkobergeschoss | Ende 18. Jahrhundert. | D-4-72-139-25 Wikidata | BW   |

### Stein
| Lage                | Objekt     | Beschreibung | Akten-Nr.              | Bild           |
| ------------------- | ---------- | --- | ---------------------- | -------------- |
| Stein 32 (Standort) | Burg Stein | Kemenate der ehemaligen Burg, dreigeschossiger Bau des 14. Jahrhunderts mit hohem Halbwalmdach des 17. Jahrhunderts, in den Obergeschossen Kapelle Sankt Michael, 1686; Reste von Wehrmauern der ehemaligen Burgkapelle, des Zwingers, der Vorburg, eines Torbogens, dieser bezeichnet mit „1548“. | D-4-72-139-26 Wikidata | weitere Bilder |

### Streitau
| Lage                                 | Objekt                              | Beschreibung | Akten-Nr.              | Bild           |
| ------------------------------------ | ----------------------------------- | --- | ---------------------- | -------------- |
| Bahnstrecke Bamberg–Hof (Standort)   | Wasserdurchlass                     | Etwa 1,90 Meter hoher und 10,70 Meter tiefer Gewölbebogen aus Sandstein der Strecke 5100, ehemalige Ludwig-Nord-Süd-Bahn, bei Bahnkilometer 88,112 von 1848. | D-4-72-139-69          | BW             |
| In Streitau (Standort)               | Kriegerehrenmal                     | Granitsockel, darauf kniender Soldat, 1937, von Charlotte Goltz.                                                                                             | D-4-72-139-42 Wikidata | BW             |
| Streitauer Hauptstraße 23 (Standort) | Inschrifttafel                      | Bezeichnet mit „1747“. | D-4-72-139-28 Wikidata | BW             |
| Streitauer Hauptstraße 31 (Standort) | Zwei Keilsteine                     | Sandstein, bezeichnet mit „1836“. | D-4-72-139-30 Wikidata | BW             |
| Streitauer Hauptstraße 35 (Standort) | Wohnhaus                            | Zweigeschossiger, massiver Walmdachbau, bezeichnet mit „1836“.                                                                                               | D-4-72-139-31 Wikidata | BW             |
| Streitauer Hauptstraße 37 (Standort) | Keilstein                           | Sandstein, bezeichnet mit „1836“. | D-4-72-139-32 Wikidata | BW             |
| Wallenrodestraße 2 (Standort)        | Evangelisch-lutherische Pfarrkirche | Saalbau mit Walmdach, Südturm mit Haube, im Kern 16./17. Jahrhundert, Turm 1690–91, Turmobergeschoss 1818; mit Ausstattung.                                  | D-4-72-139-34 Wikidata | weitere Bilder |
| Wallenrodestraße 10 (Standort)       | Keilstein                           | Sandstein, bezeichnet mit „1793“. | D-4-72-139-35 Wikidata | BW             |
| Wallenrodestraße 14 (Standort)       | Zweigeschossiger Satteldachbau      | Mitte 19. Jahrhundert, Wappenrelief, Sandstein, bezeichnet mit „1710“.                                                                                       | D-4-72-139-37 Wikidata | BW             |

### Streitauermühle
| Lage                          | Objekt | Beschreibung                                          | Akten-Nr.              | Bild |
| ----------------------------- | ------ | ----------------------------------------------------- | ---------------------- | ---- |
| Streitauer Mühle 1 (Standort) | Mühle  | Eingeschossiger Satteldachbau, bezeichnet mit „1836“. | D-4-72-139-38 Wikidata | BW   |

## Ehemalige Baudenkmäler
In diesem Abschnitt sind Objekte aufgeführt, die früher einmal in der Denkmalliste eingetragen waren, jetzt aber nicht mehr. Objekte, die in anderem Zusammenhang also z. B. als Teil eines Baudenkmals weiter eingetragen sind, sollen hier nicht aufgeführt werden. Aktennummern in diesem Abschnitt sind ehemalige, jetzt nicht mehr gültige Aktennummern.

| Lage                                        | Objekt                       | Beschreibung                                                                                             | Akten-Nr.              | Bild |
| ------------------------------------------- | ---------------------------- | --- | ---------------------- | ---- |
| Hermersreuth 2 (Standort)                   | Zwei korbbogige Türrahmungen | Eine bezeichnet mit „1834“.                                                                              | D-4-72-139-17 Wikidata | BW   |
| Hermersreuth 7 (Standort)                   | Korbbogige Türrahmung        | Erste Hälfte 19. Jahrhundert.                                                                            | D-4-72-139-18 Wikidata | BW   |
| Metzlersreuth 30 (Standort)                 | Wohnstallhaus                | Eingeschossig mit verschiefertem Satteldach, frühes 19. Jahrhundert; Brunnentrog, bezeichnet mit „1806“. | D-4-72-139-41 Wikidata | BW   |
| Streitau Höflaser Straße 2 (Standort)       | Keilstein                    | Sandstein, bezeichnet mit „1838“.                                                                        | D-4-72-139-27 Wikidata | BW   |
| Streitau Nähe Siedlungsstraße ()            | Türrahmung                   | 18. Jahrhundert.                                                                                         | D-4-72-139-29 Wikidata |      |
| Streitau Tennersreuther Straße 4 (Standort) | Keilstein                    | Bezeichnet mit „1797“.                                                                                   | D-4-72-139-33 Wikidata | BW   |